# Čestmír Vejdělek
Čestmír Vejdělek (8. října 1925 – 14. listopadu 2011) byl český spisovatel, publicista a redaktor. Emigroval do Německa. Publikoval též pod pseudonymem Alexandr Jandera. Jeho syn Čestmír Kopecký se stal televizním producentem a dramaturgem.

## Životopis
Bývalý redaktor a v letech 1951 až 1967 ředitel nakladatelství Mladá fronta. V roce 1967 se stal ředitelem Státního nakladatelství dětské knihy (pozdější nakladatelství Albatros). Protože byl v době normalizace politicky perzekvován, z ředitelského postu musel odejít, od roku 1972 do roku 1977 pracoval v dělnických profesích (topič). V roce 1977 emigroval do Spolkové republiky Německo, kde působil jako spisovatel a publicista - jednalo se o vydavatele exilového časopisu Listy. Je mimo jiné autorem několika románů žánru sci-fi, z nichž patrně vůbec nejznámější a nejčtenější je román Návrat z ráje z roku 1961, který původně vyšel na pokračování v časopise Mladý svět. Z exilu pochází jedna SF povídka Květinový dar, otištěná roku 1991.
Zemřel ve svých 86 letech 14. listopadu 2011 v Kolíně nad Rýnem.